# Anjugrammam
Anjugrammam es una ciudad y nagar Panchayat situada en el distrito de Kanyakumari en el estado de Tamil Nadu (India). Su población es de 10982 habitantes (2011).

## Demografía
Según el censo de 2011 la población de Anjugrammam era de 10982 habitantes, de los cuales 5401 eran hombres y 5581 eran mujeres. Anjugrammam tiene una tasa media de alfabetización del 93,82%, superior a la media estatal del 80,09%: la alfabetización masculina es del 96,28%, y la alfabetización femenina del 91,49%.